# Robb Stark
Robb Stark és un personatge fictici de la saga literària Cançó de gel i de foc de l'escriptor George R. R. Martin. És el fill gran i hereu de l'Eddard Stark, Senyor d'Hivèrnia.
A l'adaptació televisiva d'HBO, Game of Thrones, és interpretat per l'actor Richard Madden.

## Concepció i disseny
En Robb Stark és representat com el fill gran de Lord Eddard Stark, no es tenen detalls sobre la seva forma de pensar o sobre la seva personalitat, car el personatge no té capítols des del seu punt de vista en les obres literàries i només es veu a través de tercers. A l'obra s'especifica que el personatge heretà els trets de la Casa Tully, i tant el seu aspecte com la seva personalitat diferien dels del seu mig-germà Jon Neu. Si en Jon heretà el caràcter distant, callat i prudent del seu pare, en Robb era extravertit i audaç. Amb en Theon Greyjoy, el pupil del seu pare, mantenia també una relació propera i tots dos mantenien llur passió per les dones i per la caça, tot i que a diferència d'en Theon, en Robb no fou mai faldiller.
A l'obra s'observa que en Robb admirava el seu pare i tractava de ser igual que ell en la seva manera de comportar-se i de governar, tant que la seva pròpia mare temia que l'ombra d'en Ned Stark fos massa allargada. Això no obstant, tot i que al camp de batalla demostrà valor, audàcia i planificació, al terreny de la política demostrà la mateixa neciesa i manca d'adaptació que el seu pare, i això provocà la seva caiguda.
L'actor que l'interpreta a l'adaptació televisiva de Game of Thrones declarà sobre el seu personatge: «En Robb Stark és un jove que ha d'aprendre molt ràpid a ser un home i un líder […] Està molt impregnat per les ensenyances de l'honor i el deure que aprengué del seu pare».

## Història

### Primers anys
En Robb fou concebut abans de la partida de l'Eddard Stark a lluitar a la Rebel·lió de Robert. Quan en Ned Stark tornà ho feu amb el fill bastard que tingué durant el conflicte, Jon Neu. En Robb i en Jon cresqueren junts desenvolupant una relació d'amistat-rivalitat, a causa que tots dos tenien personalitats oposades. També mantingué una relació propera amb el pupil del seu pare, Theon Greyjoy, a qui arribà a veure com un germà.

### Joc de trons
En Robb és part del grup que troba els cadells del llop fer, i n'adoptà un a qui anomenà Vent Gris. També està present quan la comitiva reial d'en Robert Baratheon arriba a Hivèrnia, tenint una topada amb el príncep Joffrey Baratheon. A causa que el seu pare accepta el càrrec de Mà del Rei, en Robb ha de romandre com Senyor en funcions d'Hivèrnia. Quan el seu pare és arrestat a causa de traïció pel nou rei Joffrey, en Robb decideix fer cridar els seus abanderats del Nord i marxar cap al sud per ajudar a la Casa Tully, que es troba en enfrontaments amb la Casa Lannister. En Robb té problemes per fer-se respectar entre els senyors del nord a causa de la seva edat i la seva inexperiència, però aviat el seu valor i la seva audàcia li feren guanyar-se el respecte dels seus senyors vassalls.
En Robb i els seus homes arriben a Aigüesdolces que es trobava sota el setge dels Lannister; decideix dividir el seu exèrcit, posant en Roose Bolton al comandament de l'altra meitat. L'exèrcit de Lord Bolton s'enfronta a les hosts d'en Tywin Lannister a la Batalla del Forcaverda, però és derrotat. Tanmateix, aquest moviment fou exitós, car permeté distreure Lord Tywin i que els homes del nord derrotessin en Jaime Lannister a les batalles dels Campaments i del Bosc Xiuxiuejant. El setge sobre Aigüesdolces és aixecat i en Jaime Lannister capturat. Per poder dur a terme aquesta acció, en Robb hagué de pactar amb la Casa Frey que li permetessin travessar el Trident, a canvi d'això, Lord Walder Frey demanà que tant en Robb com la seva germana Arya es casessin amb membres de la Casa Frey.
Poc després, arriba la notícia que Lord Eddard Stark ha estat executat a Port Reial per ordre del rei Joffrey. Impossibilitat qualsevol tipus d'acord entre els Stark i els Lannister, en Robb és proclamat Rei al Nord pels senyors del nord, així com és proclamat Rei al Trident pels senyors dels rius.

### Xoc de reis
En Robb s'estableix a Aigüesdolces i decideix forjar una aliança amb la Casa Greyjoy de les Illes del Ferro. Per a això envia en Theon Greyjoy cap a Pyke perquè negociï l'aliança amb el seu pare, Balon Greyjoy. Alhora envia la seva mare, Catelyn Stark, al sud per parlamentar amb en Renly Baratheon i amb l'Stannis Baratheon, els quals s'han autoproclamat Rei dels Set Regnes després de la mort del rei Robert. Totes dues temptatives fallen quan Lord Balon es nega a aliar-se amb els Stark, és més, demana el Nord per dret de conquesta i hi envia els seus Homes del Ferro; d'altra banda, la Catelyn falla en negociar amb en Renly quan aquest és assassinat en circumstàncies misterioses.
En Robb duu a terme llavors una invasió sobre les Terres d'Occident i derrota un exèrcit Lannister a la Batall de Tornabous. Mentre assetjava El Risc, el bastió de la Casa Westerling, és ferit i roman sota les cures de la Jeyne Westerling. Al mateix temps rep la notícia que en Theon Greyjoy ha traït els Stark i ha pres Hivèrnia, a més ha ordenat executar els seus germans Bran i Rickon. Desconsolat, en Robb s'allita amb la Jeyne. Per salvar l'honor de la jove, decideix casar-s'hi, trencant així el seu compromís amb la Casa Frey.

### Tempesta d'espases
Els esdeveniments tenen lloc després del seu matrimoni amb la Jeyne. En Robb s'adona que la seva mare Catelyn ha alliberat en Jaime Lannister després de sentir la mort dels seus fills eptits, els Frey abandonen el seu exèrcit, i l'Edmure Tully, el seu oncle, ha evitat que els Lannister travessin el Forca Roja, el que li hauria permès tancar els seus exèrcits i destruir-los, en comptes d'això, en Tywin pogué partir cap a Port Reial, sumar les seves forces a les de la Casa Tyrell i derrotar l'Stannis Baratheon a la Batalla de l'Aigüesnegres. Com a problema addicional, Lord Rickard Karstark assassina dos nens (un Lannister i un Frey) que eren presoners d'en Robb. Ell declara Lord Rickard traïdor i ordena executar-lo, fent que les tropes de la Casa Karstark abandonessin el seu exèrcit.
En Robb planeja tornar al Nord i recuperar els bastions presos pels Homes del Ferro. Creient que tots els seus germans són morts i que la seva germana s'ha casat amb en Tyrion Lannister, envia en Galbart Glover i en Maege Mormont veure en Howland Reed amb una carta seva on declara el seu mig-germà Jon Neu com el seu successor.
Abans de tornar al Nord desitja reprendre l'aliança amb la Casa Frey, de manera que pacta el matrimoni entre el seu oncle Edmure amb la Roslin Frey, una de les filles de Lord Walder. En Robb, juntament amb els senyors del nord i el seu exèrcit, parteixen a Els Bessons, el bastió de la Casa Frey per assistir al casament. Llavors tindran lloc el que es coneix com les Noces Roges: confabulat amb en Tywin Lannister i en Roose Bolton, Lord Walder Frey mata amb fletxes durant la cerimònia una gran quantitat de senyors del nord, mentre a fora, els homes de la Casa Frey i la Casa Bolton massacren la resta de l'exèrcit del nord. En Robb és ferit per les fletxes i llavors en Roose Bolton el remata apunyalant-lo al cor.